# Корсиканский союз
Корсиканский союз (фр. Corsican Union или Unione Corse) — организация корсиканской мафии, действующая во Франции (в основном в Марселе, на Корсике и во Французской ривьере). Члены этой организации, наряду с другими преступными кланами, участвовали в French Connection — международной сети по доставке наркотиков из Азии через Францию в США в 1930-х—1970-х годах.

## Символика
Символика Корсиканского союза совпадает с символами Корсики. Голова мавра — изображение чёрной человеческой головы с тряпкой, повязанной вокруг лба, на белом поле. Члены союза может носить его как подвеску или брелок для часов.

## Деятельность
Основные виды преступной деятельности Корсиканского союза — рэкет, нападения и убийства, в том числе по заказу, незаконный оборот наркотиков и оружия, взяточничество, в том числе политическая коррупция, азартные игры, вымогательство, грабежи, ростовщичество, сутенёрство, мошенничество и скупка краденного. Также члены союза связаны с беловоротничковой преступностью и уклонением от уплаты налогов, владеют и управляют футбольными клубами, казино, ночными клубами, отелями, барами и ресторанами.
Помимо Франции Корсиканский союз ведёт свою преступную деятельность в ряде стран Латинской Америке Union Corse, включая Мексику, Бразилию, Венесуэлу, Парагвай, Боливию и Панаму.

## История
Корсиканский союз начал заниматься наркотиками в 1930-х годах и уже к 1940-м годам активно участвовал в наркоторговле во Французском Индокитае. В период с 1930-х и до начала 1970-х годов корсиканские мафиози доставляли выращенный в Индокитае опиум-сырец в подпольные нарколаборатории Марселя, откуда очищенный героин контрабандой переправляли в Нью-Йорк американской мафии, которая и занималась его реализацией в США. Созданная при участии Корсиканского союза международная сеть наркоторговли стала известна как French Connection. В конечном итоге благодаря международному сотрудничеству правоохранительных органов сеть удалось ликвидировать, что, правда, не смогло положить конец участию корсиканских мафиози в международном наркотраффике.
Во время Второй мировой войны в союзе произошёл раскол, некоторые его члены поддержали режим Виши и немцев, но сторонников «Свободной Франции» оказалось больше. Корсиканские мафиози участвовали в ликвидации нескольких видных сторонников нацистской Германии в Марселе от имени французского Сопротивления.
В 1948 году Корсиканский союз участвовал в подавлении забастовки в порту Марселя, организованной при участии коммунистов; мафия нашла портовых грузчиков для разгрузки судов и запугивали профсоюзных лидеров, добиваясь от них прекращения забастовки.

### Инцидент с Риньери
12 июня 1962 года Антуан Риньери, представившийся арт-брокером, прибыл в Нью-Йорк самолетом из Парижа с $247 000 якобы для покупки предмета искусства у американца, идентифицированного как «Мистер Андерсон». Продавец не явился на встречу и тогда Риньери перед возвращением в Европу решил навестить своего друга Дженнета, проживающего в Ашвилле (Северная Каролина). На время визита к другу деньги по рекомендации Дженнета были помещены в сейф в банке Wachovia в Ашвилле. 18 июня Риньери покинул друга, вылетел в Чикаго и там сел на самолёт, который должен был лететь в Цюрих через Монреаль. Рейс был перенаправлен в Нью-Йорк, где Риньери был арестован и допрошен.
По завершении допроса Риньери было вручено уведомление о том, что он должен предстать перед федеральным большим жюри. В ходе судебного разбирательства он отказался назвать американца, у которого намеревался приобрести предметы искусства, и отказался назвать знакомого из Швейцарии, временно владевшего деньгами до въезда Риньери в США, на основании «кодекса [деловой] этики» и нежелая нарушать «доверительные отношения». Риньери отказался прибегнуть к Пятой поправке.
Обвинение утверждало, что «неназванные агенты Управления по борьбе с наркотиками „считают“, что эти средства представляют собой доходы от продажи наркотиков в Соединенных Штатах». Доказать обвинение не удалось и Риньери за отказ давать показания был приговорён к лишению свободы сроком на шесть месяцев за неуважение к суду, после чего был выслан обратно во Францию. Так как доказать связь между его деньгами и незаконной торговлей наркотиками не удалось, то деньги вернули с процентами.

## Известные члены
Как и мафия, Корсиканский союз разделён на отдельные преступные кланы. Утверждается, что Корсиканский союз гораздо более скрытная и сплоченная организация, чем мафия, и правоохранительным органам всегда было трудно получить информацию от членов союза, которые следуют кодексу молчания, подобному сицилийской Omertà. Семейные связи между участниками, не только крепче, но и обеспечивают лучшую защиту от посторонних, пытающихся проникнуть в клан или собрать информацию о нём и его членах. По состоянию на начало 1970-х годов во Франции действовало около 15 кланов, наиболее известными из которых были кланы Франчиши, Барбери, Барреси и Кампанелла, а также ныне несуществующие кланы братьев Гуэрини, Орсини, Вентури, Карбоне, Сарти и Мондолони.